# Banchus insulanus
Banchus insulanus är en stekelart som beskrevs av Per Abraham Roman 1938. Banchus insulanus ingår i släktet Banchus och familjen brokparasitsteklar. Inga underarter finns listade.